# Buddyzm – kalendarium

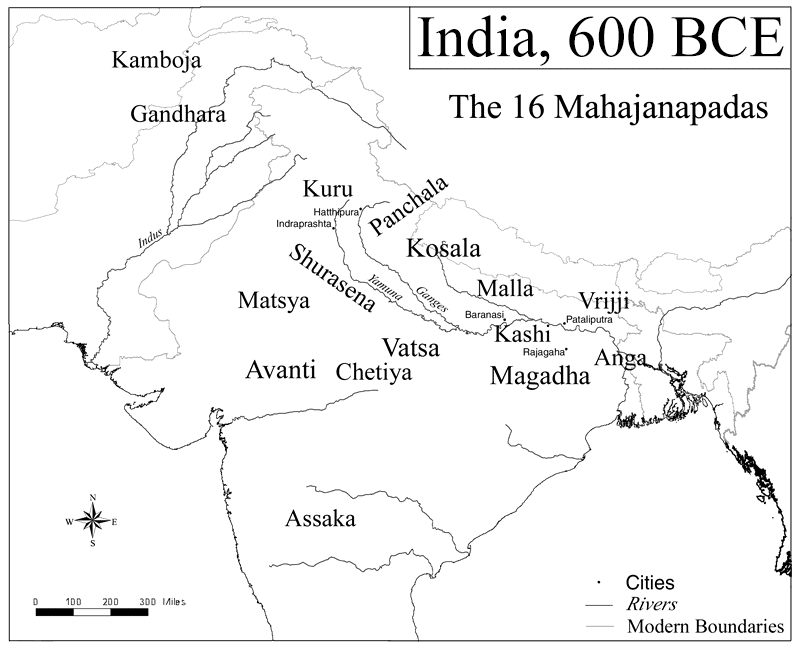
Indie około 600 r. p.n.e.

Buddyzm − kalendarium

## Przed naszą erą
- Trad. 563 p.n.e. – w Lumbini urodził się książę Siddhārtha Gautama (Budda).
- Trad. 534 p.n.e. – Gautama opuszcza swój pałac i zostaje wędrownym ascetą.
- Trad. 528 p.n.e. – Gautama po osiągnięciu oświecenia rozpoczyna swoją misję.
- ok. 500 p.n.e. – klasyczny język sanskrycki wypiera wedyjski.
- ok. 477 p.n.e. – pierwszy sobór buddyjski w Radżagrisze, ok. 477 p.n.e. z udziałem 500 arhatów, którzy uzgodnili kształt pierwszych dwóch zbiorów Kanonu Palijskiego.
- ok. 400 p.n.e. – w Ganharze zaczyna być używane pismo kharoṣţhī.
- 367 p.n.e. – Drugi Sobór Buddyjski w Wajśali – pierwsze pęknięcia na łonie pierwotnej sanghi.
- 253 p.n.e. – Moggaliputta Tissa przewodzi Trzeciemu Buddyjskiemu Soborowi zwołanemu przez cesarza Aśokę. Zostaje na nim zredagowany tekst Kathavatthu, w którym demaskuje się heretyckie poglądy i teorie utrzymywane przez niektóre szkoły buddyjskie. Pierwsza schizma – podział na mahasamghikę i sthaviravadę. Cesarz Aśoka wznosi kolumny z jego edyktem propagującym buddyzm (czasami zostaje on wyryty na skałach).
- ok. 250 p.n.e. – z tego okresu datują się przykłady w pełni rozwiniętego pisma kharoṣţhī (inskrypcje w Shāhbāzgaṛhī i Mānsehrā, w północnym Pakistanie).
- ok. 200 p.n.e. – w północnych Indiach pojawiają się języki sanskryt i prakryt. Indyjscy kupcy regularnie odwiedzają porty Arabii i wiele miejsc zaczyna nosić hinduskie nazwy (np. Bahar z sanskryckiego słowa vihara). Żeglarze Mon i misjonarze ces. Aśoki przynoszą buddyzm na tereny zamieszkane przez lud Mon w Suwannaphum (obecna Mjanma).
- ok. 190 p.n.e. – greko-baktryjski król Demetriusz rozpoczyna ekspansję w kierunku Indii, co wkrótce doprowadza do powstania grecko-indyjskiego królestwa (ok. 180 p.n.e. – 10 n.e.), w którym buddyzm ponownie rozkwita.
- 185 p.n.e. – bramiński generał Pusyamitra Sunga obala buddyjską dynastię Maurjów i zakłada państwo Sunga. Rozpoczyna się prześladowanie buddyzmu.
- ok. 150 p.n.e. – indo-grecki król Menander I prezentuje pytania na temat buddyzmu mędrcowi Nāgasenie i nawraca się na buddyzm (według tekstu Milindapanha).
- ok. 100 p.n.e. – buddyzm theravady zostaje oficjalnie wprowadzony na Sri Lankę przez Mahindę, syna cesarza Asioki (podczas panowania króla Devanampiya-Tissa).

## Nasza era

### Lata 1–500
- I wiek – według therawadinów, podczas panowanie króla Vatta Gamini na Sri Lance, mnisi buddyjscy zgromadzeni w Aloka Vihara spisali w pali Tripitakę. Najpewniej z tego okresu pochodzą najstarsze buddyjskie rękopisy – będące zarazem najstarszymi przetrwałymi rękopisami indyjskimi. Zostały one napisane w języku ghandari pismem kharoṣţhī na brzozowej korze. Przetrwały cudem zamknięte w glinianych naczyniach, które nosiły inskrypcje w tym samym języku, co rękopisy. Znajdują się one obecnie w Bibliotece Brytyjskiej. Prawdopodobnie zostały one znalezione w rejonie Haddy w pobliżu miasta Dżalalabad w Afganistanie. Przypuszcza się, że są to fragmenty dawno utraconego kanonu sarvastivadinów, którzy dominowali w Gandharze i byli odpowiedzialni za szerzenie buddyzmu w Azji Środkowej i wschodniej[1].
- 65 – wspomaganie buddyzmu przez Liu Yinga jest pierwszym udokumentowanym przykładem praktyk buddyjskich w Chinach.
- ok. 65 – wprowadzenie buddyzmu do Chin przed dwóch misjonarzy indyjskich Kaśjapę Matangę i Dharmaratnę.
- 68 – Matanga i Dharmaratna zakładają pierwszy klasztor w Chinach Baima.
- 78 – chiński generał Ban Chao podbija buddyjskie królestwo Chotanu.
- 78–101 – według tradycji mahajany, za panowania króla Kaniszki w pobliżu Jalandaru w Kaszmirze w Indiach, odbył się Czwarty Sobór Buddyjski.
- II wiek – buddyści z Indii i Azji Środkowej podróżują do Wietnamu.
- 148 – An Shigao, książę partyjski i mnich buddyjski przybywa do Chin i rozpoczyna prace przekładowe pism buddyjskich.
- III–IV wiek – pismo kharoṣţhī jest używane na południowej odnodze szlaku jedwabnego (Chotan i Niya).
- IV wiek – dwaj chińscy mnisi przenoszą pisma buddyjskie do koreańskiego królestwa Goguryeo i rozpoczynają tam produkcję papieru.
- 320–467 – klasztor-uniwersytet w Nalandzie po rozbudowie może kształcić do 10,000 mnichów.
- 399–414 – Faxian odbywa podróż z Chin do Indii; po powrocie rozpoczyna tłumaczenie tekstów buddyjskich, które przywiózł ze sobą.
- V wiek – najwcześniejsze ślady buddyzmu w Mjanmie (napisy w języki pali) i w Indonezji (rzeźby). Najwcześniejsza reinterpretacja tekstów palijskich. Zostaje wzniesiona stupa w Dambulla (Sri Lanka).
- 402 – na życzenie Yao Xinga, Kumaradżiwa przenosi się do Chang’anu, zakłada biuro tłumaczeń i przekłada literaturę buddyjską na język chiński.
- 403 – Huiyuan argumentuje, że mnisi buddyjscy nie powinni się kłaniać cesarzowi Chin.
- ok. 475 – do Chin przybywa Bodhidharma i później zakłada szkołę chan w klasztorze Szaolin.
- VI wiek – pierwsze przeniesienia nauk chan do Wietnamu. Opowieści z Dżataki zostają przetłumaczone na język perski z rozkazu króla Chosrowa I.

### Lata 501–1000
- 538 – buddyzm zostaje wprowadzony do Japonii z koreańskiego królestwa Baekje.
- początek lat 600. – Jingwan rozpoczyna rzeźbienie tekstów sutr na skale w Fangshan, Yuzhou, 75 km na południowym zachodzie od Pekinu.
- lata 600. – Xuanzang pielgrzymuje do Indii, jest świadkiem prześladowania buddyzmu przez króla Sasankę z Goudy, państwa w północno-zachodnim Bengalu. Tybetański król Songtsen Gampo wysyła do Indii posłańców po pisma buddyjskie. Ostatnie znane użycie pisma kharoṣţhī w buddyjskich społecznościach w Kuczy.
- 671 – chiński pielgrzym Yijing odwiedza Palembang, stolicę częściowo buddyjskiego królestwa Srivijaya na wyspie Sumatrze w Indonezji. Ŭisang powraca do Korei po okresie studiowania buddyzmu huayan i zakłada jego odpowiednik – szkołę hwaŏm.
- 736 – nauki szkoły huayan są przeniesione z Korei do Japonii, gdy mnich Rōben zaprasza koreańskiego mnicha hwaŏm Simsanga na wykłady; powstaje japoński odpowiednik tej szkoły – kegon z klasztorze Tōdai.
- lata 700. – buddyjska Jataka zostaje przetłumaczona na język syryjski i język arabski jako Kalilag i Damnag. Zdarzenia z życia Buddy zostają przetłumaczone na język grecki przez Jana z Damaszku; jako historie o Barlaamie i Jozafacie (zniekształcenie słowa bodhisattwa) stały się w świecie chrześcijańskim tak popularne, że ok. 1300 r. został uczyniony katolickim świętym.
- lata 700. – za panowania tybetańskiego króla Trisonga Decena, z Afganistanu przybywa do Tybetu Padmasambhava i ponownie wprowadza buddyzm do tego kraju. Tradycja ta będzie później znana jako nyingma. Buddyzm szybko rozszerza się do Sikkimu i Bhutanu.
- ok. 760 – rozpoczyna się budowa olbrzymiego kompleksu buddyjskiego Borobudur na Jawie; budowa zostanie ukończona w 830 roku.
- 804 – za panowania japońskiego cesarza Kammu do Chin udają się dwaj mnisi: Kūkai, który po powrocie do kraju zakłada szkołę shingon opartą na naukach chińskiej szkoły mantrajany zhenyan (pol. prawdziwe słowo); i Saichō, który po powrocie zakłada szkołę tendai, odpowiednik chińskiej szkoły tiantai.
- 841–846 – okres prześladowań buddyzmu w Chinach; zniszczeniu ulega 45,000 klasztorów i świątyń.
- IX wiek – prześladowania buddyzmu w Tybecie za króla Langdarmy.
- lata 900. – rozpoczęcie budowy świątyni buddyjskiej w mieście Pagan w Mjanmie. Odnowa buddyzmu w Tybecie po okresie prześladowań. W Chinach zostają założone dwie najważniejsze szkoły chan: caodong przez mistrza chan Donshana Liangjiego i jego ucznia Caoshana Benjiego (na południu Chin); oraz szkoła linji przez mistrza chan Linjiego Yixuana, która zdominuje i wchłonie 5 szkół chan powstałych w tym okresie.
- 971 – z rozporządzenia panującego rozpoczyna się w Chinach wycinanie w drewnianych blokach całego kanonu buddyjskiego w celu wydrukowania. Praca zostaje zakończona w 983 r.; wyprodukowano 130,000 bloków.
- 991 – wydrukowana kopia kanonu buddyjskiego przybywa do Korei, wywierając olbrzymie wrażenie na władzach.

### Lata 1001–1500
- 1009 – w Wietnamie rozpoczyna się panowanie dynastii Lý; przejęła władzę częściowo dzięki poparciu buddystów. Cesarzowie tej dynastii będą popierać buddyzm mahajany.
- 1010 – Korea rozpoczyna wycinać w drewnianych blokach własną edycję buddyjskiego kanonu. Nie wiadomo kiedy praca została ukończona, jednak w miarę otrzymywania nowych tekstów buddyjskich z Chin, projekt był uaktualniany.
- 1025 – Srivijaya, częściowo buddyjskie królestwo na Sumatrze, po najeździe piratów traci na znaczeniu. Jego centrum przenosi się na północ, z Palembangu do Jambi-Melayu.
- 1044–1077 – panowanie pierwszego króla Paganu Anawrahty w Birmie. Nawraca kraj na theravadę z pomocą mnichów i tekstów ze Sri Lanki.
- 1057 – Anawrahta podbija region Thanton w północnej Tajlandii umacniając buddyzm theravady w tym kraju.
- 1084–1113 – panuje w Mjanmie (Birma), drugi król Paganu Kyanzittha (syn Anawrahty). Kończy budowę pagody Shwezigon, w której złożone są relikwie Buddy (łącznie z zębem przywiezionym ze Sri Lanki).
- lata 1100. – sanskryt zaczyna być zapisywany pismem devanagari.
- 1100–1125 – cesarz chiński Huizong prześladuje buddyzm.
- 1133–1212 – Hōnen Shōnin zakłada amidystyczną szkołę Czystej Krainy w Japonii.
- 1181 – Dżajawarman VII (uważający się za bodhisattwę), wyznawca buddyzmu mahajany (chociaż także popierał hinduizm), przejmuje kontrolę na królestwem khmerskim. Buduje Bajon, najbardziej wyróżniającą się część kompleksu Angkor Thom.
- koniec lat 1100 – wielkie buddyjskie centrum edukacyjne w Nalandzie zostaje zniszczone przez muzułmanów.
- lata 1200. – therawada pokonuje buddyzm mahajany w Kambodży. Wpływ na umocnienie się tam theravady miała Tajlandia i Sri Lanka. Historyk perski Rashid ad-Din informuje, że ok. 11 tekstów buddyjskich przetłumaczono na arabski; wśród nich są sutry Sukhavati-vyuha i Karanda-vyuha. Zidentyfikowano także fragmenty nikayi Samyutta i Anguttara i część Maitreya-vyakarana.
- ok. 1238 – ustanowione zostaje tajskie królestwo Sukhothai z theravadą jako religią państwową.
- 1227 – Eihei Dōgen Zenji przenosi nauki szkoły chan caodong z Chin do Japonii i zakłada szkołę sōtō.
- 1277 – Birmańskie państwo Pagan ulega rozpadowi po podbiciu go przez Kubilaj-chana w bitwie pod Ngasaungsyan, w pobliżu granicy z Chinami.
- ok. 1279–1298 – panuje trzeci i najsłynniejszy z władców państwa Sukhothai Ramkhamhaeng; Laos, większość współczesnej Tajlandii, Pegu (Mjanma), i część półwyspu Malajskiego są wasalami państwa Sukhothai; powstaje artystyczny styl wspólny dla regionu. Po śmierci Ramkhamhaenga jego państwo traci część terytorium i wasale się usamodzielniają .
- 1295 – ilchan Mahmud Ghazan nawraca się na islam, kończąc linię przywódców mongolskich związanych z buddyzmem tantrycznym.
- 1305–1316 – perscy buddyści usiłują nawrócić ilchana Oldżajtu.
- 1391–1474 – Gendun Drubpa – pierwszy dalajlama w Tybecie.

### Lata 1501–2000
- 1571 – Oda Nobunaga rozpoczyna prześladowania buddyzmu w Japonii; pali ok. 3000 klasztorów i świątyń. Buddyzm zostaje podporządkowany państwu; początek sekularyzacji Japonii.
- 1578 – Altan-chan nadaje tytuł dalajlamy Sonamowi Gjaco (znanemu później jak trzeci dalajlama).
- lata 1600. i 1700. – podział Wietnamu; władcy z rodu Nguyễn na południu wspierają buddyzm mahajany jako integracyjną ideologię w wieloetnicznym kraju.
- 1615 – Ojraci nawracają się na buddyzm nauczany w szkole gelug buddyzmu tybetańskiego.
- 1654 – mistrz chan Yinyuan Longqi zakłada w Japonii trzecią szkołę zen ōbaku, istniejącą do tej pory.
- 1766–67 – w Tajlandii zostaje zniszczonych wiele tekstów buddyjskich podczas inwazji birmańskiej.
- lata 1800. – tajlandzki król Mongkut – były mnich – prowadzi kampanię reformatorską i modernizacyjną stanu mnisiego; ruch ten kontynuowany jest także obecnie z inspiracji kilku wybitnych ascetycznych mnichów z północno-wschodniej części kraju.
- 1802–20 – Nguyễn Ánh (Gia Long) obejmuje tron zjednoczonego Wietnamu; gdy wzmocnił swoją władzę, stworzył ortodoksyjne konfucjańskie państwo restrykcyjne wobec buddyzmu. Dorośli mężczyźni nie mogli brać udziału w buddyjskich ceremoniach.
- 1820–41 – w Wietnamie panuje Minh Mạng; dalsze restrykcje wobec buddyzmu. Wszyscy mnisi zostają przypisani do danych klasztorów i muszą posiadać odpowiednie dokumenty. Ogranicza druk materiałów buddyjskich. Prześladuje także chrześcijan.
- ok. 1860 – na Sri Lance, nieoczekiwanie następuje renesans monastycznego buddyzmu i świeckich społeczności buddyjskich po najtragiczniejszym okresie w historii wyspy – prześladowaniach przez Europejczyków. Buddyzm ponownie się rozwinął i tak umocnił, że buddyści ze Sri Lanki zaczęli szerzyć buddyzm therawady w Azji, Europie i Afryce.
- 1893 – Światowy Parlament Religii zbiera się w Chicago w stanie Illinois. Uczestnikami są m.in. Anagarika Dharmapala i Sōen Shaku.
- 1896 – wykorzystując zapiski Faxiana, nepalscy archeologowie odkrywają wielką kolumnę cesarza Asioki w Lumbini.
- 1899 – Gordon Douglas zostaje mnichem buddyjskim w Mjanmie. Jest pierwszym Europejczykiem, który został mnichem w tradycji Theravady.
- 1930 – w Japonii zostaje założona organizacja Sōka Gakkai związana ze szkołą nichiren.
- 1949 – świątynia Mahābodhi w Bodhgayi powraca pod częściową kontrolę buddyjską.
- 1950 – w Colombo na Sri Lance zostaje założona organizacja World Fellowship of Buddhists.
- 1956 – w Indiach Bhimrao Ramji Ambedkar (1891–1956) nawraca się na buddyzm, zostaje przywódcą kasty niedotykalnych i nawraca pierwszą grupę niedotykalnych (350.000 osób) na buddyzm. Rozpoczyna się w Indiach ruch neobuddyjski. Kilkanaście milionów Hindusów uważa się obecnie za buddystów.
- 1956 – w Nowym Jorku powstaje The Zen Studies Society dla wspierania Taisetza Teitary Suzukiego.
- 1957 – otwarte zostają groty na górze Paitai w dystrykcie Fangshan, 75 km na południowy zachód od Pekinu; znaleziono tysiące buddyjskich sutr i innych tekstów rytych w skałach od VII wieku.
- 1959 – XIV Dalajlama wraz ze 100 000 Tybetańczyków, ucieka z Tybetu. Ustanawiają społeczność buddystów tybetańskich w Dharamsali w Indiach. Chińczycy rozpoczynają burzenie klasztorów i represje wobec ludności.
- 1962 – Shunryū Suzuki zakłada The San Francisco Zen Center.
- 1965 – birmańskie władze aresztują ponad 700 mnichów w Hmabwi w pobliżu Rangunu, za niepodporządkowanie się nowym regułom.
- 1966 – zebrał się Piąty Buddyjski Sobór (ang. World Buddhist Sangha Council) zwołany przez therawadinów na Sri Lance w celu zniesienia różnic i wspólnych działań. Przybyli mnisi zarówno therawady jak i mahajany. Przyjęto dziewięć punktów zaproponowanych przez Walpolę Rahulę;

Naszym jedynym Mistrzem jest Budda.
Bierzemy schronienie w Buddzie, Dharmie i Sandze (Trzy Klejnoty).
Nie wierzymy, że ten świat jest stworzony i rządzony przez Boga.
Uważamy, że celem życia jest rozwinięcie współczucia dla wszystkich żyjących stworzeń bez żadnych rozróżnień i praca dla ich dobra, szczęścia i pokoju; oraz rozwinięcie mądrości wiodącej do urzeczywistnienia Ostatecznej Prawdy.
Przyjmujemy Cztery Szlachetne Prawdy, mianowicie: Cierpienie, Powstanie Cierpienia, Przerwanie Cierpienia i Ścieżkę wiodącą do Przerwania Cierpienia; oraz prawo przyczyny i skutku (Pratitya-samutpada).
Wszystkie uwarunkowane rzeczy (saṃskāra) są nietrwałe (anitya) i dukkha, oraz wszystkie uwarunkowane i nieuwarunkowane rzeczy (dharmy) są pozbawione ja (anātma).
Przyjmujemy Trzydzieści Siedem Jakości wiodących do Oświecenia (bodhipakṣa-dharma) jako różne aspekty Ścieżki, nauczanej przez Buddę, wiodącej do Oświecenia.
Są trzy sposoby osiągnięcia bodhi czyli Oświecenia: mianowicie jako ucznia (śrāvaka), jako Pratyeka-buddhę and jako Samyak-sam-Buddhę (doskonale i w pełni oświeconego Buddę). Przyjmujemy jako najwyższe, najszlachetniejsze, i najbardziej heroiczne naśladowanie kariery bodhisattwy i stanie się Samyak-sam-Buddhą w celu zbawienia innych.
Przyznajemy, że w różnych krajach buddyjskie praktyki i wierzenia się różnią. Te zewnętrzne formy i [sposoby] wyrażenia nie powinny być pomylone z zasadniczymi naukami Buddy.
- lata 1970. – Indonezyjskie Służby Archeologiczne i UNESCO restaurują Borobudur.
- 1974 – The Naropa Institue, obecnie Naropa University, zostaje założony w Boulder w stanie Kolorado.
- 1974 – podczas demonstracji w czasie pogrzebu U Thanta w Mjanmie, aresztowanych zostaje 600 mnichów a kilku pokłutych bagnetami.
- 1975 – komunistyczne władze laotańskie przystępują od działań antybuddyjskich, m.in. propagując ideę, iż mnisi powinni pójść do pracy, a nie żebrać o jedzenie. Wielu mnichów powraca do stanu świeckiego, ale buddyzm utrzymuje swoją popularność.
- 1975 – zostaje założone The Insight Meditation Society w Barre w stanie Massachusetts.
- 1975–79 – kambodżańscy komuniści prowadzeni przez Pol Pota podejmują próbę całkowitego zniszczenia buddyzmu, co prawie im się udaje. Do czasu wietnamskiej ingerencji w Kambodży w 1978 r. zabito prawie wszystkich mnichów i intelektualistów buddyjskich oraz zniszczono prawie wszystkie świątynie i biblioteki buddyjskie.
- 1978 – reżim wojskowy w Mjanmie aresztuje wielu mnichów buddyjskich i nowicjuszy. Zostają zamknięte klasztory i odebrana cała własność buddyjska. Jeden z najważniejszych mnichów U Nayaka zostaje aresztowany i zamordowany.
- 1980 – birmański reżim wojskowy przejmuje władzę nad sanghą i przez całą dekadę prześladuje mnichów.
- 1988 – podczas powstania przeciw reżimowi w Mjanmie specjalne oddziały SPDC strzelają do mnichów zabijając wielu z nich. Po powstaniu, znany mnich U Nyanissara, nagrywa taśmę traktującą o demokracji we wskazaniach buddyjskich. Reżim zabronił jej rozpowszechniania i słuchania.
- 1983 – Szanghajski Instytut Buddyjski zakłada świątynię Jadeitowego Buddy pod patronatem Szanghajskiego Związku Buddystów.
- 1990, 27 sierpnia – ponad 7000 mnichów zebrało się w Mandalay w Mjanmie z wezwanie do bojkotu wojskowych. Mnisi odmówili przyjmowania wszelkiej jałmużny od rodzin wojskowych i wykonywania wszelkich ceremonii buddyjskich dla nich. Reżim przejmuje klasztory, aresztuje setki mnichów. Podczas przesłuchań mnisi są torturowani. Mnisi bojkotujący zostają przez reżim pozbawieni stanu mnisiego.
- 2000, styczeń – w Malezji zostaje otwarte Sanktuarium Buddyjskie Sasanarakkha dla praktyki mnichów therawady.

### XXI wiek
- 2004, kwiecień – na Sri Lance, buddyjscy mnisi-kandydaci partii Jaathika Hela Urumaya zdobywają dziewięć miejsc w wyborach.